# 渡辺忠孝
渡辺 忠孝（わたなべ ただたか、1943年12月18日。 - ）は、日本の音楽プロデューサー、ディレクターである。実兄は作曲家、編曲家の筒美京平。

## 経歴
東京都港区生まれ。東京農業大学農芸化学科卒業後、日本ビクター（音楽レコード事業部。現：ビクターエンタテインメント〈二代目〉）に入社し音楽ディレクターとしてのキャリアをスタート。その後、日本フォノグラム、日本コロムビアでサブ・レーベル・プロペラの立ち上げに参画。ポリドールK.K.（現：ユニバーサルミュージックLLC）、ワーナーミュージック・ジャパンを経て現在に至る。

## 担当アーティスト
- ザ・スパイダース
- ザ・テンプターズ
- ザ・ジャガーズ
- かまやつひろし
- 森山良子
- ブレッド＆バター
- フラワー・トラベリン・バンド
- つのだひろ＆スペース・バンド
- フライド・エッグ
- 葡萄畑
- 野口五郎
- 西田佐知子
- プリズム
- C-C-B[1]
- KAN
- フィッシュマンズ
- 山崎まさよし
- クラムボン
- スチャダラパー
- コブクロ
- ノーナ・リーヴス
- 平山みき